# Wybory do Parlamentu Europejskiego we Francji w 1994 roku
Wybory do Parlamentu Europejskiego IV kadencji we Francji zostały przeprowadzone 12 czerwca 1994.

## Wyniki wyborów
| Lista wyborcza                                                         | Głosy      | %      | Mandaty |
| ---------------------------------------------------------------------- | ---------- | ------ | ------- |
| Unia na rzecz Demokracji Francuskiej i Zgromadzenie na rzecz Republiki | 4 985 574  | 25,58% | 28      |
| Partia Socjalistyczna                                                  | 2 824 173  | 14,49% | 15      |
| Ruch dla Francji                                                       | 2 404 105  | 12,34% | 13      |
| Lewicowa Partia Radykalna                                              | 2 344 457  | 12,03% | 13      |
| Front Narodowy                                                         | 2 050 086  | 10,52% | 11      |
| Francuska Partia Komunistyczna                                         | 1 342 222  | 6,89%  | 7       |
| Łowiectwo, Wędkarstwo, Przyroda, Tradycja                              | 771 061    | 3,96%  | 0       |
| Zieloni                                                                | 574 806    | 2,95%  | 0       |
| pozostali                                                              | 2 190 986  | 11,24% | 0       |
| Razem                                                                  | 19 487 470 | 100%   | 87      |